# پاکو کلوس
فرانسیسکو «پاکو» خاویر کلوس اوروزکو (انگلیسی: Paco Clos؛ زادهٔ ۸ اوت ۱۹۶۰) بازیکن فوتبال حرفه‌ای بازنشسته اهل اسپانیا است که به عنوان مهاجم بازی می‌کرد.

## دوران حرفه‌ای
کلوس در ماتارو، استان بارسلون، کاتالونیا متولد شد و کار خود را عمدتا در تیم‌های رده پایین در منطقه زادگاه خود گذراند، اگرچه او موفق شد در هفت فصل لالیگا شرکت کند: شش بار برای بارسلونا، بیشتر به عنوان یک بازیکن ذخیره و یکبار هم برای رئال مورسیا
وی همچنین در تیم‌های ملی فوتبال زیر ۲۱ سال اسپانیا و اسپانیا بازی کرده‌است.